# Кароль Лінетти
Кароль Лінетті (пол. Karol Linetty, нар. 2 лютого 1995, Жнін) — польський футболіст, півзахисник клубу «Торіно» та національної збірної Польщі.

## Клубна кар'єра
У дорослому футболі дебютував 2012 року виступами за команду «Лех» (Познань), вихованцем якої і був. У 2015 році з командою став чемпіоном та володарем Суперкубка Польщі. Загалом за чотири сезони взяв участь у 112 іграх головної команди «Леха» в усіх турнірах, забивши 11 голів.
Влітку 2016 року за орієнтовні 3 мільйони євро перейшов до італійської «Сампдорії», в якій протягом наступних чотирьох років був гравцем основного складу, провівши 124 матчі в Серії A.
26 серпня 2020 року за 9,5 мільйонів євро (плюс можливі бонуси) приєднався до «Торіно», з яким уклав чотирирічний контракт.

## Виступи за збірну
З 2010 року залучався до матчів юнацької збірної. 2012 року у складі юнацької збірної Польщі став півфіналістом юнацького чемпіонату Європи у Словенії.
У 2013—2014 роках провів 5 матчів у складі молодіжної збірної Польщі.
18 січня 2014 року дебютував в офіційних матчах у складі національної збірної Польщі в товариській грі проти збірної Норвегії (3:0) і забив останній гол у матчі. Надалі регулярно отримував виклики до національної команди. Наразі провів у її формі 27 матчів, забивши 2 голи.

## Статистика виступів

### Статистика клубних виступів
Станом на 15 жовтня 2020
| Сезон                 | Команда               | Чемпіонат             | Чемпіонат | Чемпіонат | Національний кубок | Національний кубок | Національний кубок | Континентальні кубки | Континентальні кубки | Континентальні кубки | Інші змагання | Інші змагання | Інші змагання | Усього | Усього |
| Сезон                 | Команда               | Ліга                  | Ігор      | Голів     | Ліга               | Ігор               | Голів              | Ліга                 | Ігор                 | Голів                | Ліга          | Ігор          | Голів         | Ігор   | Голів  |
| --------------------- | --------------------- | --------------------- | --------- | --------- | ------------------ | ------------------ | ------------------ | -------------------- | -------------------- | -------------------- | ------------- | ------------- | ------------- | ------ | ------ |
| 2012–13               | «Лех»                 | ЕК                    | 14        | 0         | -                  | -                  | -                  | -                    | -                    | -                    | -             | -             | -             | 14     | 0      |
| 2013–14               | «Лех»                 | ЕК                    | 28        | 1         | КП                 | 0                  | 0                  | ЛЄ                   | 0                    | 0                    | -             | -             | -             | 28     | 1      |
| 2014–15               | «Лех»                 | ЕК                    | 23        | 2         | КП                 | 5                  | 3                  | ЛЄ                   | 1                    | 0                    | -             | -             | -             | 29     | 5      |
| 2015–16               | «Лех»                 | ЕК                    | 28        | 3         | КП                 | 3                  | 0                  | ЛЧ+ЛЄ                | 3+6                  | 0+1                  | СП            | 1             | 1             | 41     | 5      |
| Усього за «Лех»       | Усього за «Лех»       | Усього за «Лех»       | 93        | 6         |                    | 8                  | 3                  |                      | 10                   | 1                    |               | 1             | 1             | 112    | 11     |
| 2016–17               | «Сампдорія»           | A                     | 35        | 1         | КІ                 | 3                  | 0                  | -                    | -                    | -                    | -             | -             | -             | 38     | 1      |
| 2017–18               | «Сампдорія»           | A                     | 29        | 3         | КІ                 | 0                  | 0                  | -                    | -                    | -                    | -             | -             | -             | 29     | 3      |
| 2018–19               | «Сампдорія»           | A                     | 32        | 3         | КІ                 | 3                  | 0                  | -                    | -                    | -                    | -             | -             | -             | 35     | 3      |
| 2019–20               | «Сампдорія»           | A                     | 28        | 4         | КІ                 | 2                  | 0                  | -                    | -                    | -                    | -             | -             | -             | 30     | 4      |
| Усього за «Сампдорію» | Усього за «Сампдорію» | Усього за «Сампдорію» | 124       | 11        |                    | 8                  | 0                  |                      | -                    | -                    |               | -             | -             | 132    | 11     |
| 2020–21               | «Торіно»              | A                     | 2         | 0         | КІ                 | 0                  | 0                  | -                    | -                    | -                    | -             | -             | -             | 2      | 0      |
| Усього за кар'єру     | Усього за кар'єру     | Усього за кар'єру     | 219       | 17        |                    | 16                 | 3                  |                      | 10                   | 1                    |               | 1             | 1             | 246    | 22     |

### Статистика виступів за збірну
Станом на 15 жовтня 2020
| Дата       | Місто      | Господарі            | Результат | Гості                | Турнір                               | Голи | Примітки  |
| ---------- | ---------- | -------------------- | --------- | -------------------- | ------------------------------------ | ---- | --------- |
| 18-1-2014  | Абу-Дабі   | Польща               | 3 – 0     | Норвегія             | товариський матч                     | 1    | 73'       |
| 20-1-2014  | Абу-Дабі   | Молдова              | 0 – 1     | Польща               | товариський матч                     | -    | 63'       |
| 13-5-2014  | Гамбург    | Німеччина            | 0 – 0     | Польща               | товариський матч                     | -    | 53'       |
| 6-6-2014   | Гданськ    | Польща               | 2 – 1     | Литва                | товариський матч                     | -    | 71'       |
| 14-11-2014 | Тбілісі    | Грузія               | 0 – 4     | Польща               | Відбір до ЧЄ 2016                    | -    | 86' 90+1' |
| 16-6-2015  | Гданськ    | Польща               | 0 – 0     | Греція               | товариський матч                     | -    | 59'       |
| 11-10-2015 | Варшава    | Польща               | 2 – 1     | Ірландія             | Відбір до ЧЄ 2016                    | -    |           |
| 13-11-2015 | Варшава    | Польща               | 4 – 2     | Ісландія             | товариський матч                     | -    | 86'       |
| 17-11-2015 | Вроцлав    | Польща               | 3 – 1     | Чехія                | товариський матч                     | -    | 78'       |
| 1-6-2016   | Гданськ    | Польща               | 1 – 2     | Нідерланди           | товариський матч                     | -    | 67'       |
| 4-9-2016   | Нур-Султан | Казахстан            | 2 – 2     | Польща               | Відбір до ЧС 2018                    | -    | 83'       |
| 8-10-2016  | Варшава    | Польща               | 3 – 2     | Данія                | Відбір до ЧС 2018                    | -    | 46'       |
| 11-11-2016 | Бухарест   | Румунія              | 0 – 3     | Польща               | Відбір до ЧС 2018                    | -    | 70'       |
| 26-3-2017  | Подгориця  | Чорногорія           | 1 – 2     | Польща               | Відбір до ЧС 2018                    | -    | 78'       |
| 10-6-2017  | Варшава    | Польща               | 3 – 1     | Румунія              | Відбір до ЧС 2018                    | -    | 72'       |
| 1-9-2017   | Копенгаген | Данія                | 4 – 0     | Польща               | Відбір до ЧС 2018                    | -    | 67'       |
| 5-10-2017  | Єреван     | Вірменія             | 1 – 6     | Польща               | Відбір до ЧС 2018                    | -    | 59'       |
| 13-11-2017 | Гданськ    | Польща               | 0 – 1     | Мексика              | товариський матч                     | -    | 62'       |
| 23-3-2018  | Вроцлав    | Польща               | 0 – 1     | Нігерія              | товариський матч                     | -    | 18'       |
| 8-6-2018   | Познань    | Польща               | 2 – 2     | Чилі                 | товариський матч                     | -    | 46'       |
| 7-9-2018   | Болонья    | Італія               | 1 – 1     | Польща               | Ліга націй УЄФА 2018-2019 - 1-й етап | -    | 66'       |
| 11-9-2018  | Вроцлав    | Польща               | 1 – 1     | Ірландія             | товариський матч                     | -    |           |
| 14-10-2018 | Хожув      | Польща               | 0 – 1     | Італія               | Ліга націй УЄФА 2018-2019 - 1-й етап | -    | 46'       |
| 7-9-2020   | Зениця     | Боснія і Герцеговина | 1 – 2     | Польща               | Ліга націй УЄФА 2020-2021 - 1-й етап | -    | 85'       |
| 7-10-2020  | Гданськ    | Польща               | 5 – 1     | Фінляндія            | товариський матч                     | -    |           |
| 11-10-2020 | Гданськ    | Польща               | 0 – 0     | Італія               | Ліга націй УЄФА 2020-2021 - 1-й етап | -    | 82'       |
| 14-10-2020 | Вроцлав    | Польща               | 3 – 0     | Боснія і Герцеговина | Ліга націй УЄФА 2020-2021 - 1-й етап | 1    |           |
| Усього     |            | Матчів               | 27        |                      | Голів                                | 2    |           |

| Дата       | Місто        | Господарі  | Результат | Гості  | Турнір                             | Голи | Примітки |
| ---------- | ------------ | ---------- | --------- | ------ | ---------------------------------- | ---- | -------- |
| 6-9-2013   | Мальме       | Швеція     | 3 – 1     | Польща | Кваліфікація молодіжного Євро-2015 | -    |          |
| 10-9-2013  | Знак питання | Португалія | 6 – 1     | Польща | Товариський матч                   | -    | 60'      |
| 12-10-2013 | Краків       | Польща     | 2 – 0     | Швеція | Кваліфікація молодіжного Євро-2015 | -    |          |
| 15-10-2013 | Анталія      | Туреччина  | 1 – 0     | Польща | Кваліфікація молодіжного Євро-2015 | -    |          |
| 5-3-2014   | Вроцлав      | Польща     | 5 – 0     | Литва  | Товариський матч                   | -    |          |
| Усього     |              | Матчів     | 5         |        | Голів                              | 0    |          |

## Титули і досягнення
- Чемпіон Польщі (1):

«Лех»: 2014-15
- Володар Суперкубка Польщі (1):

«Лех»: 2015